# Steeler (1984)
Steeler är det tyska heavy metal-bandet Steelers självbetitlade debutalbum, utgivet 1984. Albumet utgavs av Earthshaker Records (skivnummer ES 4001) i Tyskland och av Earthshaker Records och Mausoleum Records (skivnummer SKULL 8359) i Belgien.
Steeler spelades in i januari–februari 1984 i Studio Wahn i bandets hemstad Bochum. Det producerades av Axel Thubeauville och spelades in med Ralf Hubert som ljudtekniker. Det mixades av Thubeauville, Hubert och bandets gitarrist Axel Rudi Pell.
En liveversion av låten "Call Her Princess" finns med på 1985 år split-EP, Metallic Bunny's Fast Collection.

## Låtlista
Sida A
1. "Chains Are Broken" – 3:52
2. "Gonna Find Some Place in Hell" – 3:06
3. "Heavy Metal Century" – 5:07
4. "Sent from the Evil" – 4:22
5. "Long Way" – 3:53

Sida B
1. "Call Her Princess" – 3:05
2. "Love for Sale" – 4:12
3. "Hydrophobia" – 3:45
4. "Fallen Angel" – 6:18

## Medverkande
Musiker
- Peter Burtz – sång
- Tom Eder – gitarr
- Volker Krawczak – bas
- Axel Rudi Pell – gitarr
- Jan Yildiral – trummor

Övrig personal
- Ralf Hubert – ljudtekniker, mixning
- Axel Rudi Pell – mixning
- Axel Thubeauville – producent, mixning